# گوژنگ گورنه
گوژنگ گورنه (به لاتین: Gorzeń Górny) یک روستا در لهستان است که در گمینا وادوویتسه واقع شده‌است. گوژنگ گورنه ۲۷۷ نفر جمعیت دارد.